# Rejestr Cywilnych Statków Powietrznych

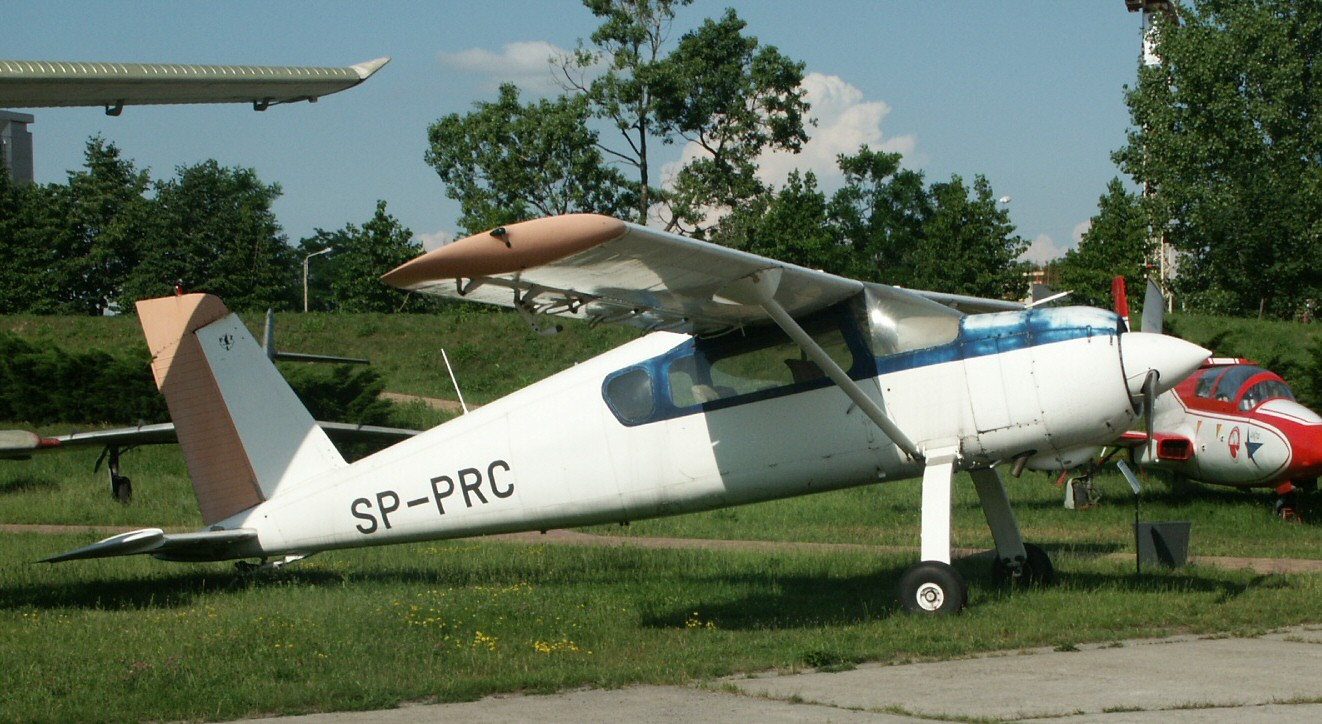
PZL-105 Flaming, litera P po znakach przynależności państwowej oznacza, że był to samolot prototypowy

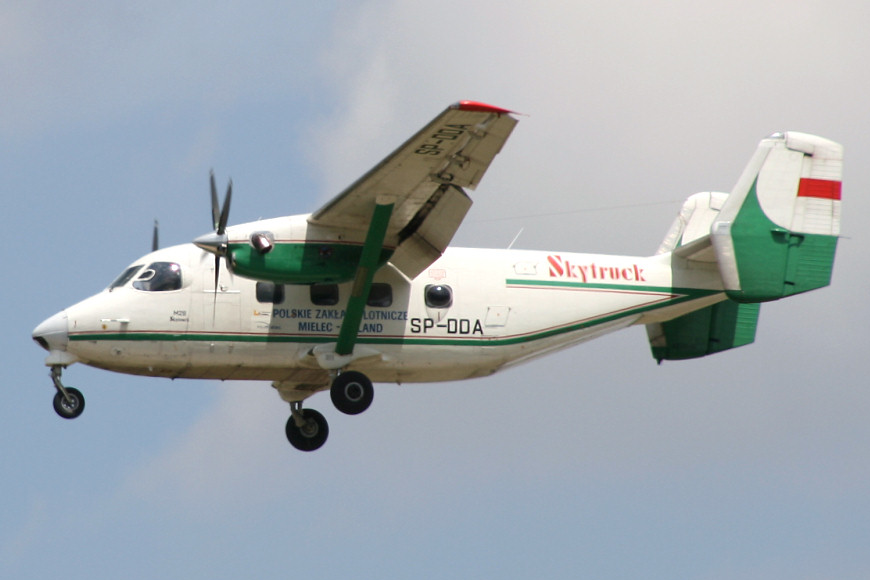
PZL M28 Skytruck, litera D po znakach przynależności państwowej oznacza, że jest to samolot należący do PZL Mielec

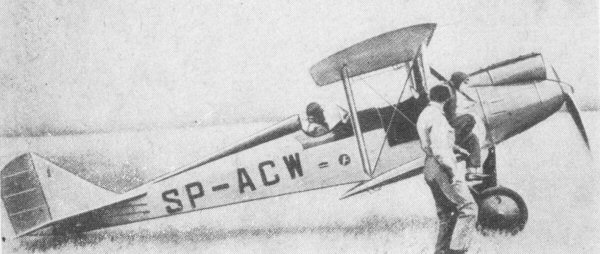
PZL.5, litera A po znakach przynależności państwowej oznacza, że był to samolot używany w aeroklubie

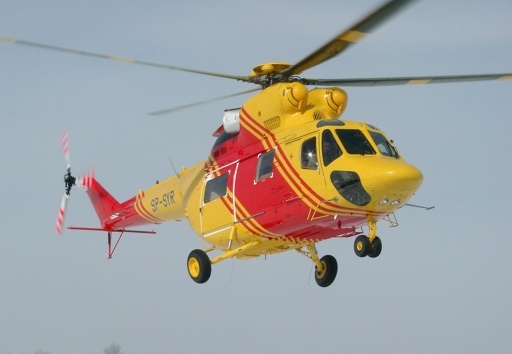
PZL W-3 Sokół, litera S po znakach przynależności państwowej oznacza, że jest to śmigłowiec

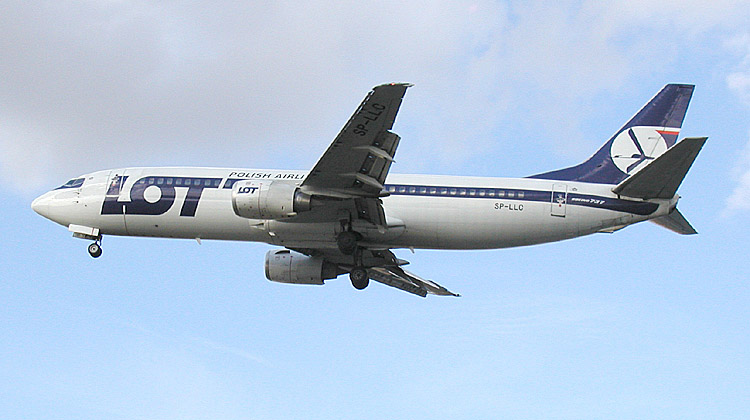
Boeing 737, o znakach rejestracyjnych LLC czyli pierwsza litera L oznaczająca właściciela PLL LOT, druga litera L oznaczająca Boeinga 737-400 i trzecia litera C oznaczająca, że jest to trzeci Boeing tego typu Lotu

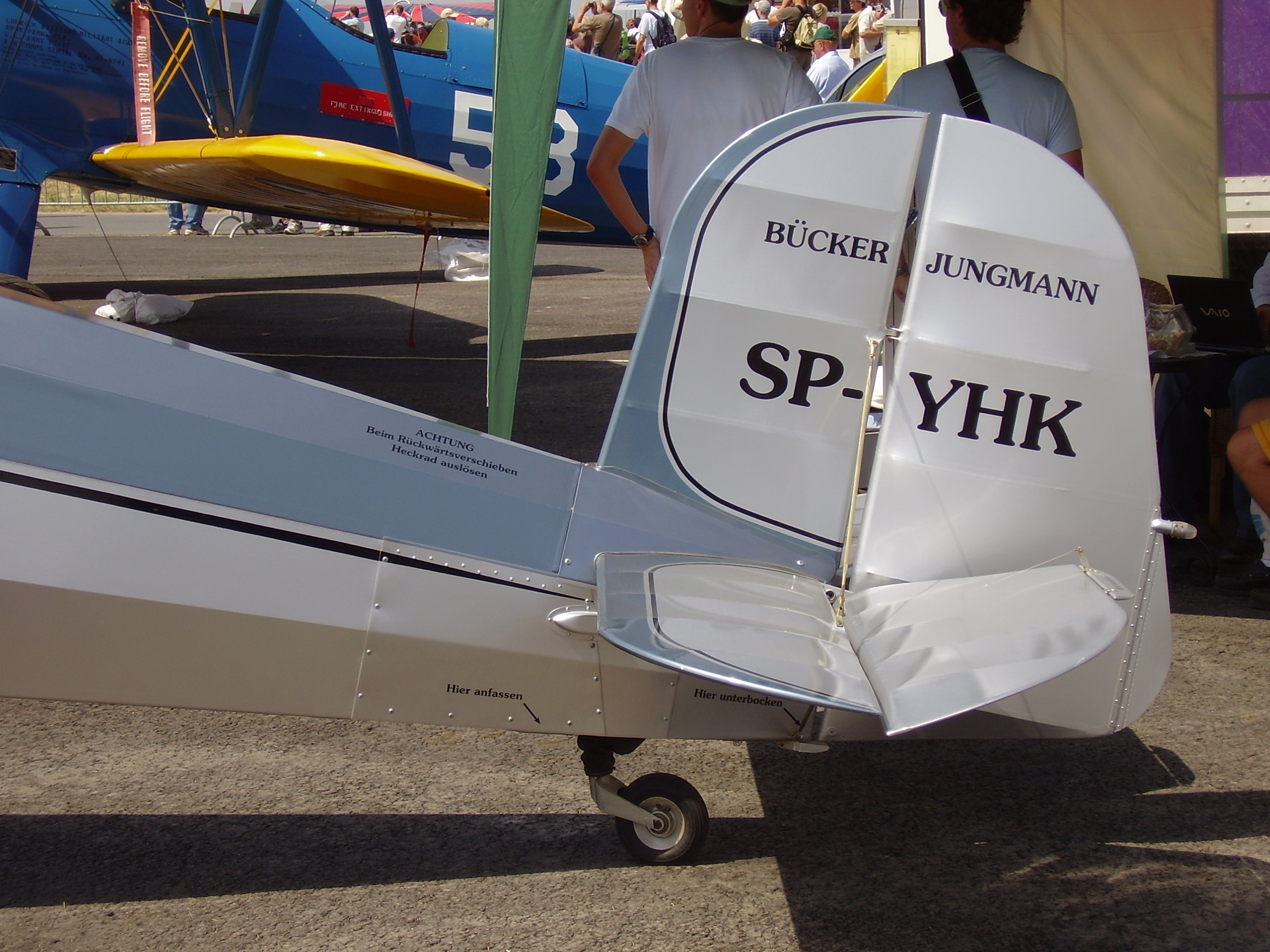
Replika samolotu Bücker Bü 131 Jungmann oznaczona SP-YHK

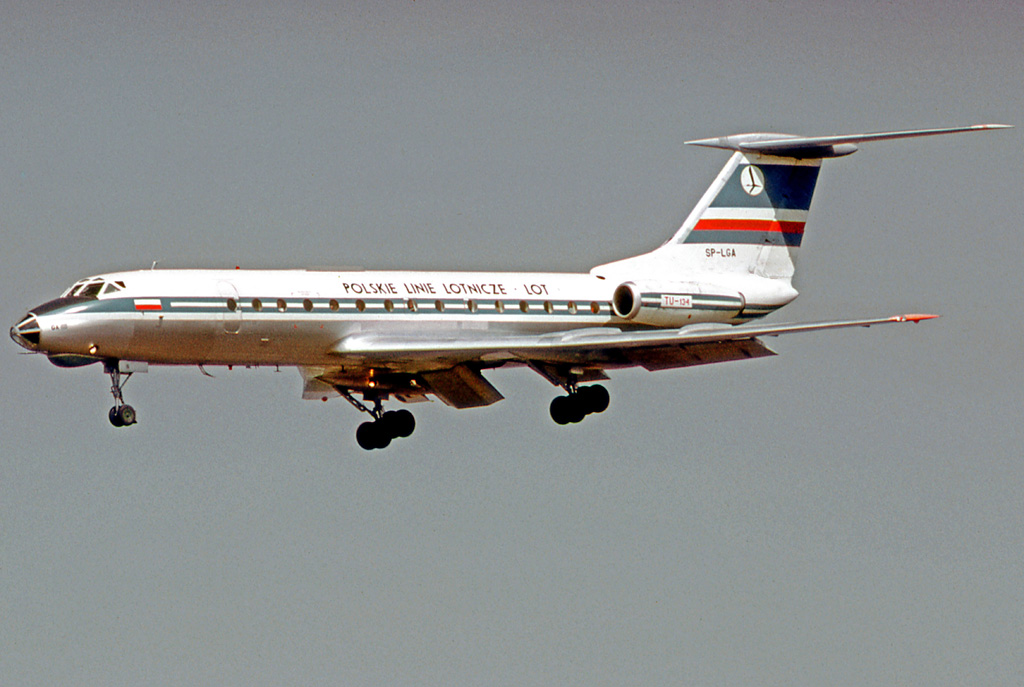
Tupolew Tu-134 o rejestracji SP-LGA - był to pierwszy Tu 134 i pierwszy odrzutowy samolot w PLL LOT

Rejestr Cywilnych Statków Powietrznych – rejestr publiczny ewidencjonujący statki powietrzne, opisuje ich tożsamość, właściciela lub użytkownika oraz przynależność państwową. Rejestr prowadzi Prezes Urzędu Lotnictwa Cywilnego (ULC) realizując w ten sposób postanowienia ustawy z  dnia 3 lipca 2002 Prawo lotnicze (Dz.U. z 2006 r., nr 100, poz. 696 z późn. zmianami) oraz Rozporządzenia Ministra Infrastruktury z dnia 4 czerwca 2003 w sprawie szczegółowych zasad prowadzenia rejestru cywilnych statków powietrznych oraz znaków i napisów na statkach powietrznych (Dz.U. z 2003 nr 109, poz. 1034). Do rejestru wpisywane są tylko statki powietrzne posiadające uznane świadectwo zdatności do lotu wydane przez prezesa Urzędu Lotnictwa Cywilnego albo przez odpowiedni organ innego państwa i uznane przez polski ULC. Oznaczeniu podlegają również inne elementy związane z lotnictwem, silniki lotnicze, spadochrony, wyciągarki szybowcowe. Potwierdzeniem wpisania do rejestru lub ewidencji jest wydanie przez Prezesa Urzędu Lotnictwa Cywilnego świadectwa rejestracji lub świadectwa ewidencji.
Wpisaniu do rejestru podlegają następujące statki powietrzne:
- samoloty
- śmigłowce
- szybowce
- motoszybowce
- sterowce
- balony (z wyjątkiem balonów bezzałogowych)
- bezzałogowe statki powietrzne (o masie powyżej 25 kg)

Samoloty ultralekkie, wiatrakowce, paralotnie, motolotnie i małe bezzałogowe statki powietrzne wpisywane są do ewidencji.
Zgodnie z wymienionymi rozporządzeniami znakami polskiej przynależności państwowej są litery "SP", a znak rejestracyjny składa się z grupy cyfr lub liter przy czym nie mogą być to litery J, Ł, Ą, Ę, Ń, Ó, Ż, Ź, Ś i Ć. Grupa liter nie może również tworzyć sygnałów jak np. SOS. W przypadku samolotów, śmigłowców, sterowców i balonów są to trzy litery, a w przypadku znaków rejestracyjnych szybowców i motoszybowców cztery cyfry, a spadochronów pięć cyfr. Wielkość nanoszonych na sprzęt znaków zależy od miejsca nanoszenia znaku z zastrzeżeniem, że nie może on być niższy niż 50 cm na skrzydłach lub czaszy balonu, 30 cm na kadłubie, samolotu lub śmigłowca i nie mniej niż 5 cm na czaszy spadochronu. 
Stosuje się zasadę, że pierwsza litera znaku rejestracyjnego wskazuje na użytkownika:
- SP-A.. – aerokluby, Bingo Airways
- SP-B.. – balony
- SP-C.. – aerokluby
- SP-D.. – PZL Mielec
- SP-E.. – aerokluby, Eurolot, Enter Air, Exin
- SP-F.. – samoloty dyspozycyjne i prywatne, Exin
- SP-G.. – samoloty Instytutu Lotnictwa
- SP-H.. – harcerskie, śmigłowce, Small Planet Airlines
- SP-I.. – OLT Express, różne
- SP-K.. – samoloty dyspozycyjne i prywatne, OLT Express, White Eagle Aviation, Sprint Air
- SP-L.. – PLL LOT, Centralwings
- SP-M.. – sanitarne, różne
- SP-N.. – sanitarne, różne
- SP-O.. – różne
- SP-P.. – prototypy, samoloty doświadczalne
- SP-R.. – sanitarne, aerokluby, Ryanair[2]
- SP-S... – samoloty ultralekkie, śmigłowce
- SP-T.. – różne
- SP-U.. – sanitarne
- SP-W.. – PZL Warszawa, samoloty i śmigłowce sanitarne
- SP-Y.. – samoloty ultralekkie, samoloty muzealne, repliki
- SP-X.. – bezzałogowce
- SP-Z.. – sanitarne
- SP-0... – motoszybowce
- SP-1... – szybowce
- SP-2... – szybowce
- SP-3... – szybowce
- SP-8... – szybowce

W przypadku samolotów PLL LOT zasadą jest, że druga litera znaku rejestracyjnego określa typ samolotu. Trzecia, ostatnia litera oznacza kolejny samolot w danym typie. 
- N – Ił-14/Embraer EMB-195
- T – An-24
- A – Ił-62
- B – Ił-62M
- H – Tu-134A
- C – Tu-154M
- G – Tu-134/Embraer ERJ-145
- D – Embraer EMB-170
- I – Embraer EMB-175
- N – Embraer ERJ-190
- M – Boeing 737-300
- L – Boeing 737-400
- K – Li-2/Boeing 737-500
- O – Boeing 767-200
- P – Boeing 767-300
- Q - Dash Q400
- R – Boeing 787-8
- S – Ił-18/Boeing 787-9
- F – ATR 72
- V – Vickers Viscount/Boeing 737 MAX-8
- W - Boeing 737-800
- U - Boeing 737-700[3]

1 stycznia 2009 roku w Rejestrze Cywilnych Statków Powietrznych wpisanych było 2148 statków powietrznych (1101 samolotów, 143 śmigłowce, 759 szybowców, 21 motoszybowców, 123 balony i jeden sterowiec). W 2010 roku w Rejestrze znajdowało się 2235. 
Według stanu z dnia 1 stycznia 2011 roku, w rejestrze znajdowało się 2215 statków powietrznych. W tej liczbie zawartych było 1118 samolotów, 186 śmigłowców, 752 szybowców, 21 motoszybowców, 137 balonów oraz pojedynczy sterowiec. Z kolei w ewidencji, 1 stycznia 2011 roku znajdowało się 628 statków powietrznych - 125 samolotów ultralekkich, 471 motolotni, 23 paralotnie, 7 wiatrakowców i dwa szybowce ultralekkie. W 2011 roku najstarszymi zarejestrowanymi samolotami były cztery maszyny typu Piper Cub pochodzące z produkcji w latach 1943 - 1948 i pojedynczy North American Navion z 1949 roku. W 2011 roku po raz pierwszy również zaczęto rejestrować maszyny należące do polskiej Straży Granicznej. 
W 2012 roku zarejestrowanych było 2230 sztuk statków powietrznych (stan na 1 stycznia) – 1138 samolotów, 192 śmigłowce, 737 szybowców, 20 motoszybowców, 142 balony i 1 sterowiec.
Według stanu na dzień 1 stycznia 2015 roku do rejestru wpisanych było 2407 egzemplarzy sprzętu, w tym 1218 samolotów, 180 śmigłowców, 810 szybowców, 21 motoszybowców, 177 balonów i jeden sterowiec. W ewidencji wpisanych było 796 statków powietrznych, w tym 207 samoloty ultralekkie, 533 motolotnie, 26 paralotnie, 6 motoparalotni, 22 wiatrakowce, jedne ultralekki szybowiec i jeden model bezzałogowego aparatu latającego. Wśród nowości, jakie pojawiły się w 2015 roku był pierwszy zarejestrowany w Polsce bezzałogowy śmigłowiec Aquila o znakach SP-XWA. Z kolei 5 listopada 2014 roku do rejestru wpisano pierwszy polski bezzałogowy aparat latający, którym był prototyp rozpoznawczego samolotu BSL Manta produkcji WB Electronics. Maszyna otrzymała znaki SP-XFT. Najstarszym zarejestrowanym  w 2014 roku samolotem był Boeing Stearman o znakach SP-YWW. 
W dniu 1 stycznia 2016 roku, w rejestrze znajdowało się 2501 statków powietrznych, w tym 1238 samolotów, 195 śmigłowców, 846 szybowców, 28 motoszybowców, 193 balony i jeden sterowiec. W 2016 roku najstarszym samolotem wpisanym do rejestru był wpisany w 2015 roku a wyprodukowany w 1939 roku de Havilland DH82A Tiger Moth o znakach SP-YAA. 1 stycznia 2016 roku, w ewidencji wpisanych było: 232 samoloty ultralekkie, 552 motolotnie, 29 paralotnie, 6 motoparalotni, 27 wiatrakowce, 9 bezzałogowych aparatów latających i jeden szybowiec ultralekki. 
1 stycznia 2018 roku, w rejestrze zapisanych było 2631 statków powietrznych, w tym 1266 samolotów, 213 śmigłowców, 910 szybowców, 30 motoszybowców, 211 balonów i jeden sterowiec. Kolejne 962 aparaty znajdowały się w ewidencji, w tym 265 samolotów ultralekkich, 594 motolotnie, 31 paralotni, 6 motoparalotnie, 40 wiatrakowców, 24 bezzałogowe aparaty latające, jeden ultralekki śmigłowiec i jeden ultralekki szybowiec. W 2017 roku i na początku 2018 najstarszą maszyną wpisana do polskiego rejestru pozostaje Tiger Moth SP-YAA.
1 stycznia 2019 roku, w rejestrze zapisanych było 2748 statków powietrznych. W tym 1326 samolotów, 223 śmigłowce, 944 szybowce, 32 motoszybowce, 222 balony oraz pojedynczy sterowiec. W ewidencji znajdowało się 1039 pozycji. W tym 296 samolotów ultralekkich, jeden egzemplarz ultralekkiego śmigłowca, 4 ultralekkie szybowce, 618 motolotni, 31 paralotni, 7 motoparalotni, 54 wiatrakowce, 28 bezzałogowe aparaty latające. Podobnie jak rok wcześniej, najstarszym wpisanym do rejestru samolotem był Tiger Moth SP-YAA

## Historia
W 1919 roku Polska wzięła udział w konferencji w Paryżu, na której podpisała międzynarodową Konwencję Urządzającą Żeglugę Powietrzną, jest to pierwszy i podstawowy akt prawny regulujący działalność lotnictwa cywilnego. W myśl tej konwencji Polska otrzymała znaki przynależności państwowej "P-P", a pierwszym samolotem, na którym wymalowano te znaki, był zarejestrowany na początku 1923 roku samoloty Junkers F-13 należący do towarzystwa lotniczego Aerolloyd (późniejszy Aerolot). W latach 20. XX wieku sprawami sprzętu lotniczego zajmowało się ówczesne Ministerstwo Kolei Żelaznych, a dokładnie Wydział Kolejek Wąskotorowych i Miejskich. W 1922 roku obowiązki wydziału przejął Komitet Lotnictwa Cywilnego. W latach 1925–1928 nadzór nad sprzętem lotniczym przejęły Okręgowe Dyrekcje Kolei Państwowych. Rejestr statków powietrznych prowadzony był od 1923 roku i aż do 1932 roku prowadziła go prywatna, francuska firma Veritas. 14 marca 1928 roku prezydent Rzeczypospolitej wydał dekret o Prawie lotniczym, regulujący całokształt spraw lotniczych w tym również prowadzenie ich ewidencji (Dz.U. z 1928 nr 31 poz. 294). Również w tym samym roku dokonano zmiany znaków przynależności państwowej, zaczęły obowiązywać litery SP, pierwszym samolotem, który otrzymał nowe oznakowanie był ponownie Junkers F-13 SP-AAA (poprzednio P-PALA). Obowiązek rejestracji samolotów i również pilotów, wziął na siebie Wydział Lotnictwa Cywilnego Ministerstwa Komunikacji. W 1932 roku wydział został przekształcony w Departament Lotnictwa Cywilnego, który do 1937 roku publikował w Dzienniku Urzędowym Ministerstwa Komunikacji informację o zarejestrowanych statkach powietrznych, wiosną 1937 roku dane te utajniono. W momencie wybuchu II wojny światowej w Polsce zarejestrowanych było 1255 statków powietrznych, w tym 26 samolotów PLL LOT i 29 maszyn w prywatnych rękach. Po wojnie pierwszym zarejestrowanym statkiem powietrznym był poniemiecki szybowiec Grunau Baby SP-001, zarejestrowany 14 czerwca 1945 roku, pierwszym samolotem Li-2 SP-LAM należący do PLL LOT, zarejestrowany 5 grudnia 1945 roku, a pierwszym zarejestrowanym w Polsce śmigłowcem był SM-1 SP-SAA, w dniu 24 stycznia 1957 roku.